# Edward Maya
Edward Maya (rođen kao Eduard Marian Ilie; Bukurešt, 29. lipnja 1986.) rumunjski je glazbenik, producent, izvođač i skladatelj. 

## Životopis
Maturirao je u srednjoj glazbenoj školi George Enescu u Bukureštu, a pohađao je studij na Bukureštanskom konzervatoriju.

## Karijera
Kroz 2006. godinu Maya radi s brojnim rumunjskim glazbenicima, kao što su Akcent, Blaxy Girls, DJ Sava, DJ Rynno, Payam Forghani, Liviu Hodor, te Vika Jigulina s kojom Maya ostvaruje uspješnu suradnju.
2009. godine Edward Maya, u suradnji s Vika Jigulina, izdaje svoju prvu pjesmu Stereo love. 
Pjesma se vrlo brzo penjala prema vrhu, te je postala svjetski hit u noćnim klubovima i popela se na vrh francuski, nizozemski, turski, finski, norveški, španjolski, švedski i irski singl lista.
U 2011. pjesma je nagrađena kao najbolja dance pjesma na Billboard Music Awards.
2010. izdaje i drugi hit This is my life, koji se nalazio na albumu Stereo love show.
Svoj treći hit Desert rain, Maya je objavio u studenom 2010.
Nakon što je stekao veliku popluarnost, Edward Maya i Vika Jigulina kreću u Desert rain turneju i pjevaju u Indiji, Europi, SAD-u, Južnoj Africi i Pakistanu.
Edward Maya surađuje s Violet light te izdaju četiri glazbena uratka. 
U lipnju 2012. Maya lansira sing Friends forever.
Unatoč tome što se ovoga puta ime Vika Jigulina nije spominjalo njihova suradnja nije prestala, te izdaju svoju posljednju pjesmu Mono in love.
Osnivanjem vlastite izdavačke kuće Mayavin records, Maya pruža mogućnost i ostalim umjetnicima da izgrade uspješnu karijeru.
Danas je među najboljim izvođačima House glazbe na svijetu. Njegova facebook stranica imo oko 1,5 milijuna obožavatelja.

## Vanjske poveznice
- Službene stranice Edwarda Maye (engl.)